# Titanoceendichloride
Titanoceendichloride, of volgens de IUPACregels: dichlorobis(cyclopentadienyl)titanium(IV), is een chemische verbinding met de formule (η5-C5H5)2TiCl2. De formule wordt doorgaans weergegeven als Cp2TiCl2. Dit metalloceen vindt als reagens en als katalysator ruime toepassing in de organometaalchemie en in de organische synthese. De stof vormt helder rode, naaldvormige kristallen bij omkristalliseren uit tolueen. Cp2TiCl2 vormt, in tegenstelling tot het metalloceen ferroceen, geen sandwich-structuur maar meer een vervormde tetraëder rond het metaal. (Zie het molecuulmodel hiernaast).

## Synthese
Cp2TiCl2 wordt nog steeds volgens de oorspronkelijke, door Wilkinson en Birmingham ontwikkelde, methode gesynthetiseerd:
2 NaC5H5 + TiCl4 → (C5H5)2TiCl2 + 2 NaCl
De reactie wordt uitgevoerd in THF. Opwerking omvat extractie naar chloroform of zoutzuur en omlristallisatie uit tolueen. In de oorspronkelijke literatuur is over de structuur van de verbinding veel verwarring. Elk van de twee cyclopentadienylringen is via een moleculaire orbitaal, die zijn basis vindt in alle vijf de koolstofatomen, aan het titaniumatoom gekoppeld. In de moderne organometaalchemie wordt een dergelijke binding beschreven als η5 (zie Hapticiteit).

## Toepassingen in de synthetische chemie

### Reagentia
Cp2TiCl2 is een algemeen gebruikt reagens dat toegepast wordt als bron voor Cp2Ti2+. Een groot aantal nucleofielen is in staat de plaats van de chloriden in te nemen. Voorbeelden zijn:
- Het Petasis-reagens, Cp2Ti(CH3)2 of dimethyltitanoceen, dat ontstaat in de reactie van Cp2TiCl2 met CH3MgCl of MeLi. Dit reagens vindt toepassing in de omzetting van esters in vinylethers.
- Uitwisseling van de chloride-ionen verloopt relatief makkelijk met natriumwaterstofsulfide of polysulfidezouten. Hierbij ontstaan uit Cp2TiCl2 sulfido-derivaten: Cp2Ti(SH)2 en Cp2TiS5.
- Het Tebbe-reagens, Cp2TiCl(CH2)Al(CH3)2, wordt verkregen in de reactie van twee equivalenten Al(CH3)3 met Cp2TiCl2.
- Met TiCl4 of SOCl2 kan een van de Cp liganden vervangen worden, waarbij tetraëdrisch CpTiCl3 ontstaat.[4]

### Ti(II)derivaten
Cp2TiCl2 wordt gebruikt als uitgangsstof voor veel Ti(II)derivaten. Titanoceen, TiCp2, is zelf zo reactief dat het niet geïsoleerd kan worden, maar wel kan worden afgevangen door de reductie uit te voeren in de aanwezigheid van geschikte liganden. Syntheseroutes naar deze reactieve verbinding maken gebruik van alkyl-Mg of alkyl-Li-verbindingen. De alkylgroep moet daarbij groter zijn dan de methylgroep:
Cp2TiCl2 + 2 EtMgBr (or 2 BuLi, etc.) → "TiCp2"
Reductoren die makkelijker in het gebruik zijn, zoals Mg, Al of Zn, worden ook toegepast. De volgende voorbeelden geven een indicatie van de mogelijkheden van de reductie van Cp2TiCl2 in aanwezigheuid van π-acceptor-liganden.
Cp2TiCl2 + 2 CO + Mg → Cp2Ti(CO)2 + MgCl2
Cp2TiCl2 + 2 PR3 + Mg → Cp2Ti(PR3)2 + MgCl2
Cp2TiCl2 + 2 Me3SiCCSiMe3 + Mg → Cp2TiMe3SiCCSiMe3 + MgCl2
Als slechts één equivalent reductor wordt toegevoegd, dan ontstaan titanium(III)-verbindingen zoals Cp2TiCl.
De alkynderivaten van titanoceen trekken ruime belangstelling:
"Cp2Ti" + RCC(CH2)nCCR + zuur → (cyclo) C=CHR(CH2)nC=CHR of C=CHR(CH2)nCCH3
(alleen het E isomeer; n loopt van 2 tot 6; hierbij kunnen ook ketens van gekoppelde titanocenen ontstaan.)
"Cp2Ti" reageert met alkenylalkynen, gevolgd door carbonylering en hydrolyse, waarbij bicyclische cyclopentadienonen ontstaan. In een vergelijkbare reductieve cyclysatie van enonen ontstaan de overeenkomstige alkanolen op een stereoselectieve wijze.
Geconjugeerde dienen, zoals 1,3-butadieen, reageren met "Cp2Ti" onder vorming van η3-allyltitaniumcomplexen.

### Benzyncomplexen
Bij verwarming van Cp2TiPh2 lijkt Cp2TiC6H4 te ontstaan, hoewel ook deze verbinding te reactief is om te isoleren. In aanwezigheid van PhCCPh en CO2 ontstaan organometaalverbindgen met een 5-ring.
Op vergelijkbare wijze ontstaat een titanoceen-benzyn-complex uit de reactie van "Cp2Ti" met o-broomfluorbenzeen en difenylacetyleen met Mg bij lage temperaturen.

### Pentamethylcyclopentadieenderivaten
Derivaten van (C5Me5)2TiCl2, of Cp*2TiCl2, met tweewaardig titanium ontstaan bij de reductie met Na van Cp*2TiCl2 in aanwezigheid van etheen. Van deze verbinding is een groot aantal reacties beschreven. De overeenkomstige Cp-verbinding is niet bekend.

## Medische toepassingen
Titanoceendichloride is onderzocht als mogelijke behandelingsmethode tegen kanker. De achtergrond van het werkingsmechanisme wordt nog niet begrepen, al lijkt de interactie tussen de verbinding en het eiwit transferrine er aan ten grondslag te liggen.